# Campeonato Sergipano de Futebol de 2004
O Campeonato Sergipano de Futebol de 2004 foi a 86º edição do torneio e teve como campeão o Confiança, que assim conquistou seu 16º título estadual e garantiu vaga na Copa do Brasil 2005. O vice-campeão, Sergipe, conquistou a segunda vaga do estado para a Copa do Brasil 2005.

## Formato
Na primeira fase, classificatória, todas as equipes jogaram entre si em jogos de ida e volta. O primeiro turno (jogos de ida) foi chamado de Taça Cidade de Aracaju; e o segundo (jogos de volta) de Taça Estado de Sergipe. A equipe que somou mais pontos em cada turno sagrou-se campeã do turno e garantiu vaga na final da primeira fase, além de vaga na segunda fase com um ponto de bonificação cada. Se houvesse empate em número de pontos entre as primeiras colocadas de cada turno, haveria uma partida extra no Batistão. O vencedor da primeira fase garantiu vaga na final do campeonato.
A segunda fase, hexagonal, reuniu os vencedores de cada turno da primeira fase e as quatro melhores equipes em número de pontos ganhos em toda a primeira fase. A equipe que somou mais pontos no hexagonal garantiu vaga na final do campeonato. Se houvesse empate no número de pontos entre as duas equipes melhores classificadas, haveria uma partida extra no Batistão para definir o campeão da segunda fase.
Como a mesma equipe ganhou as duas primeiras fases, sagrou-se campeã estadual, sem a necessidade da terceira fase.
A terceira fase, final, ocorreria se equipes diferentes conquistassem as duas primeiras fases e seria disputada em uma série de até três partidas, sagrando-se campeã a equipe que somasse primeiro cinco pontos.

### Critérios de desempate
Os critério de desempate foram aplicados na seguinte ordem.
1. Maior número de vitórias
2. Maior saldo de gols
3. Maior número de gols pró (marcados)
4. Maior número de gols contra (sofridos)
5. Confronto direto
6. Sorteio

## Equipes participantes
| - Amadense Esporte Clube (Tobias Barreto) - Associação Desportiva Confiança (Aracaju) - Dorense Futebol Clube (Nossa Senhora das Dores) - Associação Atlética Guarany (Porto da Folha) - Associação Olímpica de Itabaiana (Itabaiana) | - Atlético Clube Lagartense (Lagarto) - Olímpico Esporte Clube (Itabaianinha) - Centro Sportivo Maruinense (Maruim) - Riachuelo Futebol Clube (Riachuelo) - Club Sportivo Sergipe (Aracaju) |

## Premiação
| Campeonato Sergipano de 2004                         |
| Aracaju                                              |
| ---------------------------------------------------- |
| ASSOCIAÇÃO DESPORTIVA CONFIANÇA Campeão (16º título) |

## Artilharia
Atualizada até a primeira rodada.
|  |  |  |